# سوسک کانسوبرینا
سوسک کانسوبرینا (نام علمی: Atiaia consobrina) از سوسک‌های قاب‌بال می‌باشد. این گونه در سال ۱۸۹۲ میلادی توصیف علمی شد. این سوسک بومی  گویان فرانسه می‌باشد.